# Веремій (гурт)
Веремій — український рок-гурт із Києва, в музичній основі якого — стилістичне сплетіння modern-rock, вибухового alternative rock з фолковими вкрапленнями скрипки та флейти. Назва гурту походить з легенди про дракона, який носив таке ім'я.

## Ранній період (2002—2008)

«Веремій» на Франко Фест 2012.

### 2002—2006
Гурт було створено Віталієм Калініченком разом з друзями у м. Києві восени 2002 року із досить типовою рокопопсовою стилістикою. Виступи проводились переважно з напівакустичною програмою в різних вишах та навчальних закладах, творчих вечорах столиці та передмістя.
Почалася робота над запланованим альбомом (було записано лише 2 пісні з репертуару в 19 пісень).
У середині 2004 року гурт кардинально змінює свій формат і починає працювати в оригінальному напрямку melodic-heavy-folk.

## Сучасний період (2008— наш час)

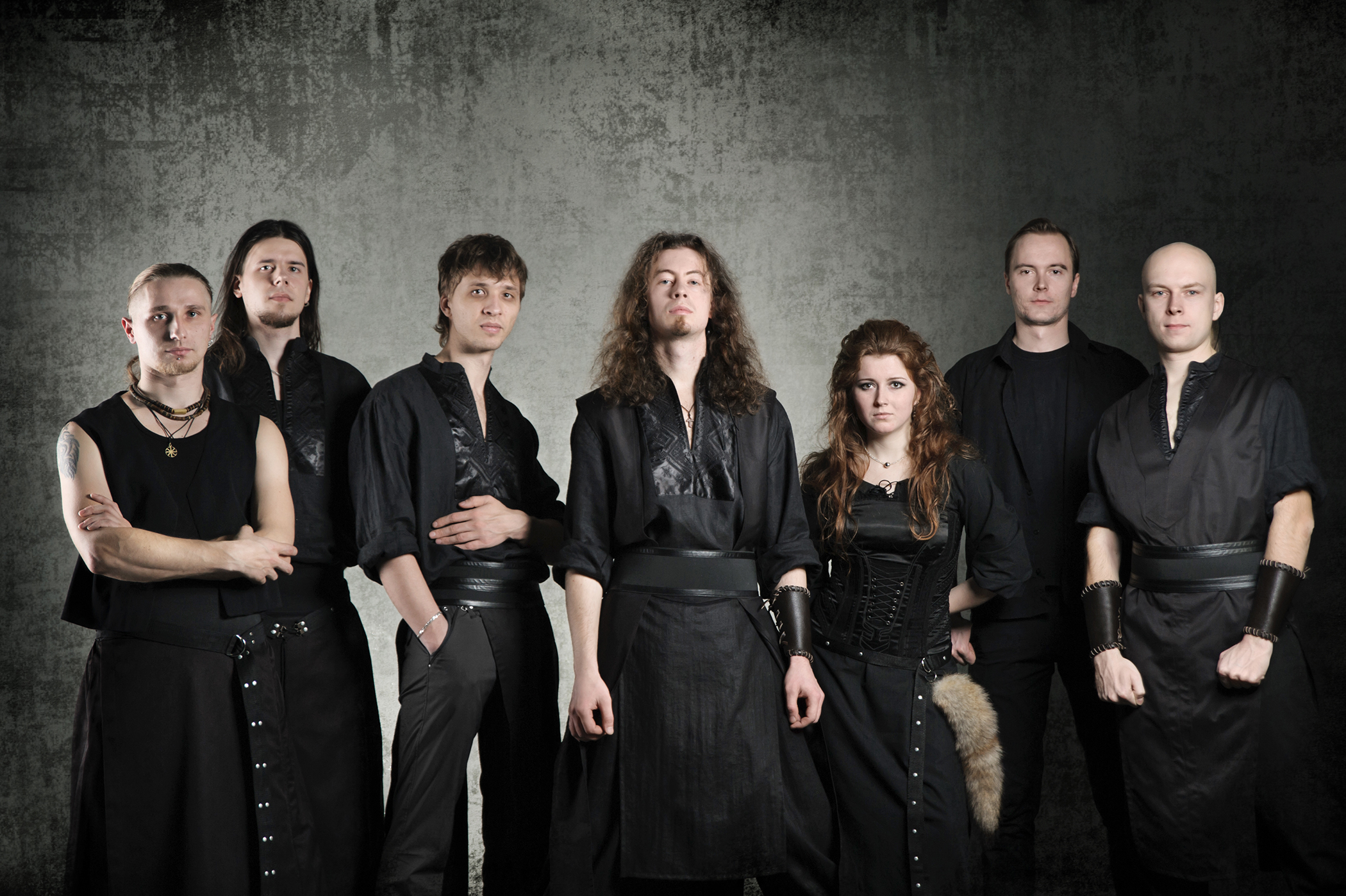
Перші вишиванки чорне по чорному. Гурт «Веремій» (фото Марія Федюк)

У 2008 році через зміни в складі, гурт «ВЕРЕМІЙ» з сикстету переформатовується у октет.
Відповідно до зміни складу модернізується і музична складова гурту: важкі гітарні рифи доповнюються мелодіями скрипки та флейти, а закріплює звучання віолончель.
У оновленому складі Веремій розпочинає активну концертну діяльність, стає учасником багатьох українських фестивалів. Зокрема, за плечима гурту: ZAXIDFEST, Atlas Weekend, Faine Misto, Бандерштат, Тарасова Гора, Тарас Бульба (фестиваль), Woodstock Ukraine та багато ін. Влітку 2009 року гурт здобуває перемогу на фестивалі Бандерштат і отримує приз — зйомку кліпу. Гурт також створює певний сценічний винахід - вишиванки, які були зроблені чорним по чорному, що не робилося до цього ніколи, створюючи таким чином унікальний образ.
У грудні 2011 року, колектив презентує дебютний кліп на пісню «Тихий Гай».
Восени 2012 року ВЕРЕМІЙ випускає свій дебютний альбом — «Там, де сонце встає...», робота над яким велась більше трьох років.
У 2013 році гурт відзначається співпрацею з бандуристом Ярославом Джусем та гуртом «Шпилясті кобзарі», записавши сингл «Сповідь розстріляних душ» (пісня присвячена 95-й річниці подій під Крутами).
У червні колектив знімає кліп на пісню «Діва Озера».
Восени цього ж року гурт відправляється у всеукраїнський тур «Гартуючи вогнем».
Звісно ж, «Веремій» не був осторонь подій, що розвивались у Києві зимою 2013—2014 року. У перший тиждень Євромайдану гурт неодноразово виступав на сцені, висловлюючи свою підтримку Євроінтеграції.
Весною 2014 гурт представляє другий повноформатний альбом під назвою «Вільна земля». Реліз відбувся 17 травня на лейблі Lavina music. До альбому ввійшло 10 композицій, робота над якими тривала з грудня 2012 року по травень 2014 року.
Узимку 2015 року «Веремій» відіграє масштабне шоу в київському клубі «Atlas», де музиканти презентують наживо пісні з нового альбому «Доки є крила». Літо 2016 року видається насиченим на open-air виступи: «Веремій» дуже тепло зустрічають на наймасштабніших фестивалях України: «Файне Місто», «Бандерштат», Atlas Weekend та ін.
20 вересня в мережі з'являється довгоочікуваний третій повноцінний лонгплей «Доки є крила», на якому представлені 10 треків.

З виходом «Доки є крила» стилістика гурту видозмінилася, перейшла до нового етапу свого розвитку і набула повністю оновленого, більш потужного та сучасного звучання.
Альбом «Доки є крила» можна назвати нашим оновленим обличчям, адже усі попередні альбоми були спрямовані на пропагування суто патріотичних ідей, мали відтінок культурно-просвітницької діяльності. У них ми музикою і текстами пірнали в історію, традиції, міфи і т. д. Після виходу попередньої платівки «Вільна Земля», коли відбувся певний розквіт патріотичних настроїв у період «майдану-післямайдану», ми відчули, що певною мірою наша мета була досягнута. Саме тому «Веремій» вирішив розширити коло питань у своїх піснях, підняти нові теми, спробувати зазвучати по-новому.
— фронтмен гурту Віталій Калініченко
Уже за місяць, 22 жовтня 2016 року, музиканти презентують відеокліп на трек з нового альбому — «Холодна Вода», який став другим режисерським доробком фронтмену гурту Віталія Калініченка після «Полети», а 22 листопада — ще одну відеороботу — «Якщо Йдеш», зняту в кінематографічних традиціях Квентіна Тарантіно та Гая Річчі.
Наразі триває підготовка до концертного туру містами України «V означає Веремій», який стартує 2 грудня київським концертом в клубі MonteRay.
У 2018 році гурт припинив концертно-гастрольну діяльність та сконцентрувався на накопиченні нового матеріалу.
Після кількарічної перерви, 16 квітня 2020 року гурт презентував відеокліп на пісню «Усміхнені й Живі», продюсером пісні став Милош Єлич.
Після повномасштабного вторгнення Російської Федерації на територію України 24 лютого 2022 року і фактично нової фази російсько-української війни — гурт займається волонтерською діяльністю для потреб ЗСУ, а також анонсував вихід нового матеріалу. З літа 2022 року гурт відновлює і концертну діяльність. 

## Учасники гурту
Склад «Веремія» неодноразово зазнавав змін, поточний склад гурту:
- Віталій Калініченко — вокал, акустична гітара
- Ерланд Сиволапов — барабани (сесійно)
- Олег Романченко — барабани
- Денис Бойко — гітара
- Ігор Владимиров — гітара
- Тетяна Собакар — скрипка
- Роман Квятковський — флейта/сопілка
- Андрій Сарафанов — бас

## Дискографія

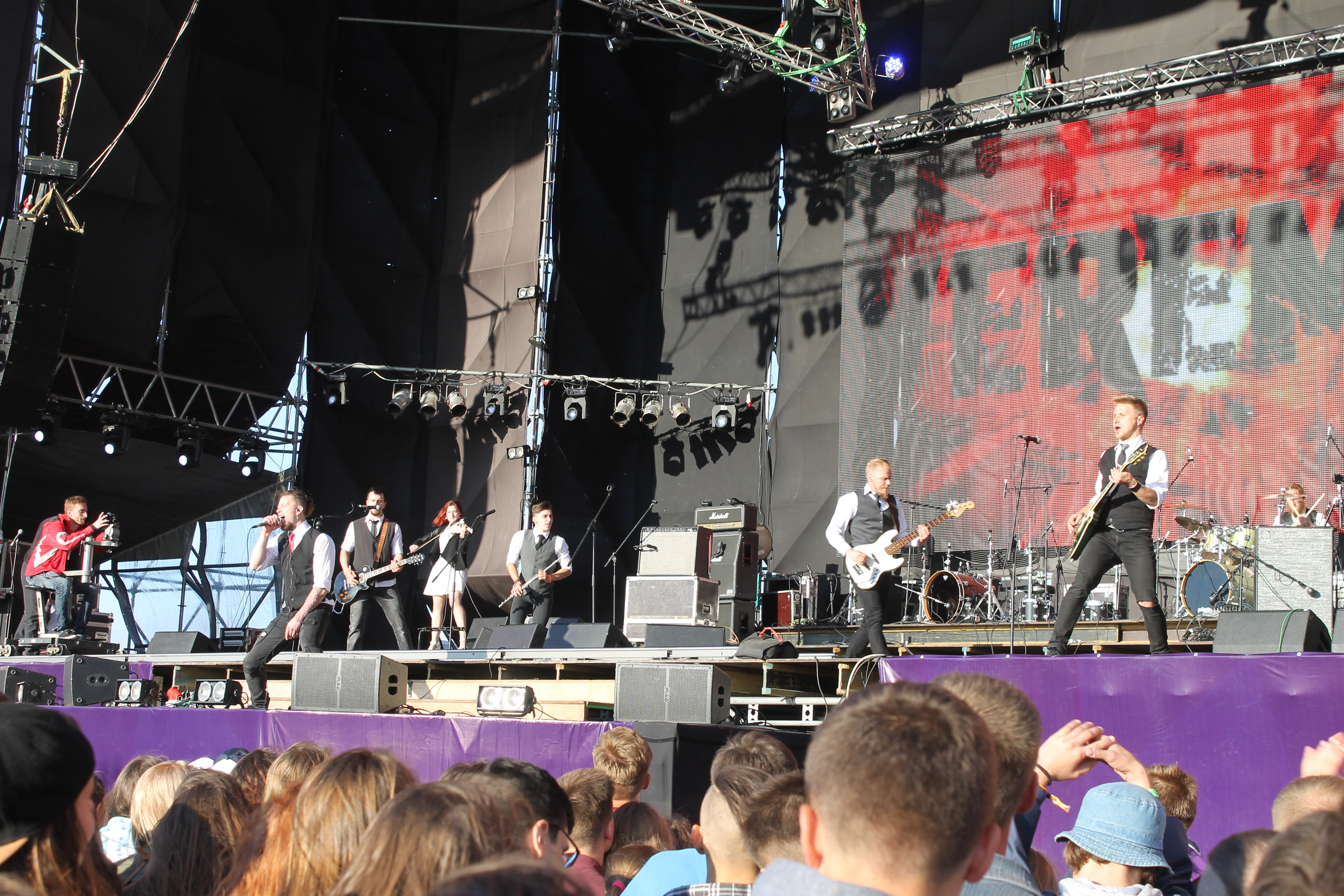
Гурт «Веремій» на фестивалі «Файне місто-2016»

### Альбоми (LP)
- 2012 — Там, де сонце встає...
- 2014 — Вільна земля
- 2016 — Доки є крила
- 2017 — Доки є крила (Remixes)

### Альбоми (EP)
- 2012 — Пошепки

### Збірки
- 2010 — Славське Рок
- 2012 — Природний відбір. Частина 4
- 2014 — Музична сотня • МАЙДАН. Частина 1/Листопад

### Сингли
- 2013  — Сповідь розстріляних душ
- 2013  — Йди на зорі
- 2014  — Гартовані вогнем
- 2014 — За вікном війна
- 2015 — Перший сніг
- 2015 — Доки є крила
- 2015 — Холодна вода
- 2015 — Тільки ти
- 2016 — Обертом
- 2017 — Нічого не буде як раніше
- 2020 — Усміхнені й живі
- 2022 — Віхола

## Кліпи
- «Тихий гай» (2011)
- «Діва Озера» (2013)
- «Полети» (2014)
- «Колискова» (2014)
- «Перший сніг» (2015)
- «Холодна вода» (2016)
- «Якщо Йдеш» (2016)
- «Нічого не буде як раніше» (2017) [8]
- «Усміхнені й Живі» (2020) [9]
- «Віхола» (2022) [10]